# Ord mot ord
Ord mot ord (engelska: Liar) är en brittisk kriminal- och dramaserie. Första säsong hade premiär den 11 september 2017, och bestod av sex avsnitt. Seriens andra och avslutande säsong bestående av sex avsnitt hade premiär i mars 2020. Serien är skapad av Harry Williams och Jack Williams som också skrivit seriens manus. Serien sänds på SVT Play.

## Handling
Serien kretsar kring den nyseparerade läraren Laura Nielson som varit ute på dejt med pappan till en av sina elever. Efter dejten anklagar hon honom för våldtäkt. Då polisen inte ärendet vidare måste hon själv sköta utredningen.

## Rollista i urval
- Joanne Froggatt - Laura Nielson
- Ioan Gruffudd - Andrew Earlham
- Zoë Tapper - Katy Sutcliffe
- Richie Campbell - Liam Sutcliffe
- Jamie Flatters - Luke Earlham
- Shelley Conn - Vanessa Harmon
- Danny Webb - Rory Maxwell
- Kieran Bew - Ian Davis
- Warren Brown - Tom Bailey
- Eileen Davies - Sylvia
- Jill Halfpenny - Jennifer Robertson
- Dawn Steele - Catherine McAulay
- Katherine Kelly - Karen Renton
- Sam Spruell - Oliver Graham
- Amy Nuttall - Winnie Peterson
- Howard Charles - Carl Peterson
- Dermot Crowley - Henry Neilson